# Notoxus arcuatipes
Notoxus arcuatipes is een keversoort uit de familie snoerhalskevers (Anthicidae). De wetenschappelijke naam van de soort is voor het eerst geldig gepubliceerd in 1972 door van Hue.